# Christine (Dakota del Norte)
Christine es una ciudad ubicada en el condado de Richland en el estado estadounidense de Dakota del Norte. En el censo de 2010 tenía una población de 150 habitantes y una densidad poblacional de 303,22 personas por km².

## Geografía
Christine se encuentra ubicada en las coordenadas 46°34′30″N 96°48′23″O / 46.57500, -96.80639. Según la Oficina del Censo de los Estados Unidos, Christine tiene una superficie total de 0.49 km², de la cual 0.49 km² corresponden a tierra firme y (0%) 0 km² es agua.

## Demografía
Según el censo de 2010, había 150 personas residiendo en Christine. La densidad de población era de 303,22 hab./km². De los 150 habitantes, Christine estaba compuesto por el 98% blancos, el 0% eran afroamericanos, el 0% eran amerindios, el 1.33% eran asiáticos, el 0% eran isleños del Pacífico, el 0.67% eran de otras razas y el 0% pertenecían a dos o más razas. Del total de la población el 2.67% eran hispanos o latinos de cualquier raza.